# Караново (област Бургас)
 За другото българско село вижте Караново (Област Сливен).  
Кара̀ново е село в Югоизточна България, община Айтос, област Бургас.

## География
Село Караново се намира на около 7 km югозападно от общинския център град Айтос и 17 km източно от град Карнобат. Разположено е в източното подножие на възвишението Хисар.
Климатът е преходноконтинентален с морско климатично влияние. Почвите в землището са предимно смолници и ранкери.
През Караново минава третокласният републикански път III-539, който на североизток води до Айтос, а на юг покрай село Винарско и през село Вратица – към село Трояново и по-нататък до град Средец. Надморската височина в центъра на Караново при църквата е около 204 m, нараства към северозападния му край до около 240 m, а към югоизточния намалява до около 180 m.
В землището на село Караново към януари 2020 г. има регистрирани 4 малки язовира (микроязовира).
Населението на село Караново, наброявало 1169 души към 1934 г., 1175 – към 1946 г., 996 – към 1992 г., намалява поради миграция до 474 (по служебен документ на НСИ от 2022-12-31) към 2022 г.
При преброяването на населението към 1 февруари 2011 г., от обща численост 409 лица, за 325 лица е посочена принадлежност към „българска“ етническа група, за 4 – към „ромска“, за 29 – „не отговорили“, а за принадлежност към „турска“, „други“ и „не се самоопределят“ не са посочени конкретни данни.
Поминъкът на населението се основава на зърнопроизводство, отглеждане на технически култури (слънчоглед, захарно цвекло), лозарство, овощарство, овцевъдство, козевъдство, свиневъдство.

## История
През землището на Караново е преминавал древният път „Джеде" за Бургас, Несебър и Цариград. Предполага се, че селото е съществувало още през първата половина на 9 век под името Караново (вероятно на името на хан Крум, наричан Каран). Споменава се в османотурски документи от 16 век с името Азаблу, от 1676 г. – като Азаблъ.
След края на Руско-турската война 1877 – 1878 г., по Берлинския договор селото остава на територията на Източна Румелия. От 1885 г. – след Съединението, то се намира в България с името Азаплии. Преименувано е на Караново през 1934 г.
При избухването на Балканската война в 1912 г. един човек от Азаплии е доброволец в Македоно-одринското опълчение.
В селото е имало килийно училище, начално училище от 1875 г., впоследствие основно училище с интернат. През 2007 г. основното училище „Д-р Петър Берон“ в Караново е закрито. Документацията му се съхранява в основно училище „Христо Ботев“, село Пирне.
В периода 1941 – 1947 г. в Караново е имало Допълнително земеделско училище (ДЗУ).
От периода 1945 – 1958 г. в Държавния архив – Бургас се съхраняват документи на/за Трудово кооперативно земеделско стопанство (ТКЗС) „Червена звезда“ – с. Караново, Бургаско, а за периода 1959 – 1996 г. – документи на/за Обединено трудово кооперативно земеделско стопанство (ОТКЗС) „Васил Левски“ – с. Караново, Бургаско. В списъка на фондове от масив „C“ на архива за ОТКЗС „Васил Левски“ – с. Караново (фонд 842, Промени в наименованието на фондообразувателя) са посочени – във връзка с промените в наименованието на фондообразувателя и съответните периоди, следните форми, през които ОТКЗС преминава:
- ОТКЗС „Васил Левски“ – с. Караново, Бургаско (1959 – 1971);
- Аграрно-промишлен комплекс (АПК) – Айтос, клоново стопанство – с. Караново, Бургаско (1971 – 1973);
- АПК – Айтос, производствен участък – с. Караново, Бургаско (1979 – 1985);
- АПК – Айтос, смесена бригада – с. Караново, Бургаско (1985 – 1989);
- Трудово кооперативно земеделско стопанство – с. Караново, Бургаско (1989 – 1992);
- Производствена кооперация – с. Караново, Бургаско (1992 – 1992) и последно
- Ликвидационен съвет на Производствена кооперация – с. Караново, Бургаско (1992 – 1995).

## Обществени институции
Село Караново към 2020 г. е център на кметство Караново.
В селото към 2020 г. има:
- действащо читалище „Петър Житаров – 1928 г.“ (основано през 1928 г. под името „Светлина“[2]);[16]
- действаща само на големи религиозни празници православна църква „Свети архангел Михаил“ (осветена 1892 – 1893 г.;[2]);[17]
- пощенска станция.[18]

## Културни и природни забележителности
В двора на детската градина има паметник, посветен на загиналите в Отечествената война 1944 – 1945 г. с надпис: „В памет на загиналите в Отечествената война от село Караново“; „В памет на загиналите антифашисти от с. Караново“, както и списък на загиналите.
На стената на кметството има паметна плоча от черен мрамор, посветена на загиналите в Балканската и Първата световна войни. На плочата е изобразен кръст за храброст и надпис: „Загинали за родината от с. Караново ок. Айтоска“; „Слава на героитҌ“. Има списък на загиналите.

## Личности
- Петър Житаров (1876 – 1938), бивш кмет на Бургас; роден в Караново.

## Редовни събития
- Всяка година има панаир.
- Организира се селски събор на празника на селото – 21 ноември.

## Образование
Сградата на ОУ "Д-р Петър Берон" не функционира от 2006 г. През 2016 година в сградата бушува пожар. Огънят е потушен от три противопожарни автомобила и 11 огнеборци. Вследствие на пожара изгаря покривната конструкция на учебното заведение на площ от около 300 кв.м.